# كأس الدوري البرتغالي 2013–14
كأس الدوري البرتغالي 2013–14 (بالبرتغالية: Taça da Liga de 2013–14‏) هو الموسم 7 من كأس الدوري البرتغالي. أقيم خلال الفترة 27 يوليو 2013 وحتى 7 مايو 2014، وأشرف على تنظيمه Liga Portuguesa de Futebol Profissional ‏، وكان عدد الأندية المشاركة فيه 33، وفاز فيه .